# Place du marché
Pour les articles homonymes, voir Place du Marché et Place de marché.

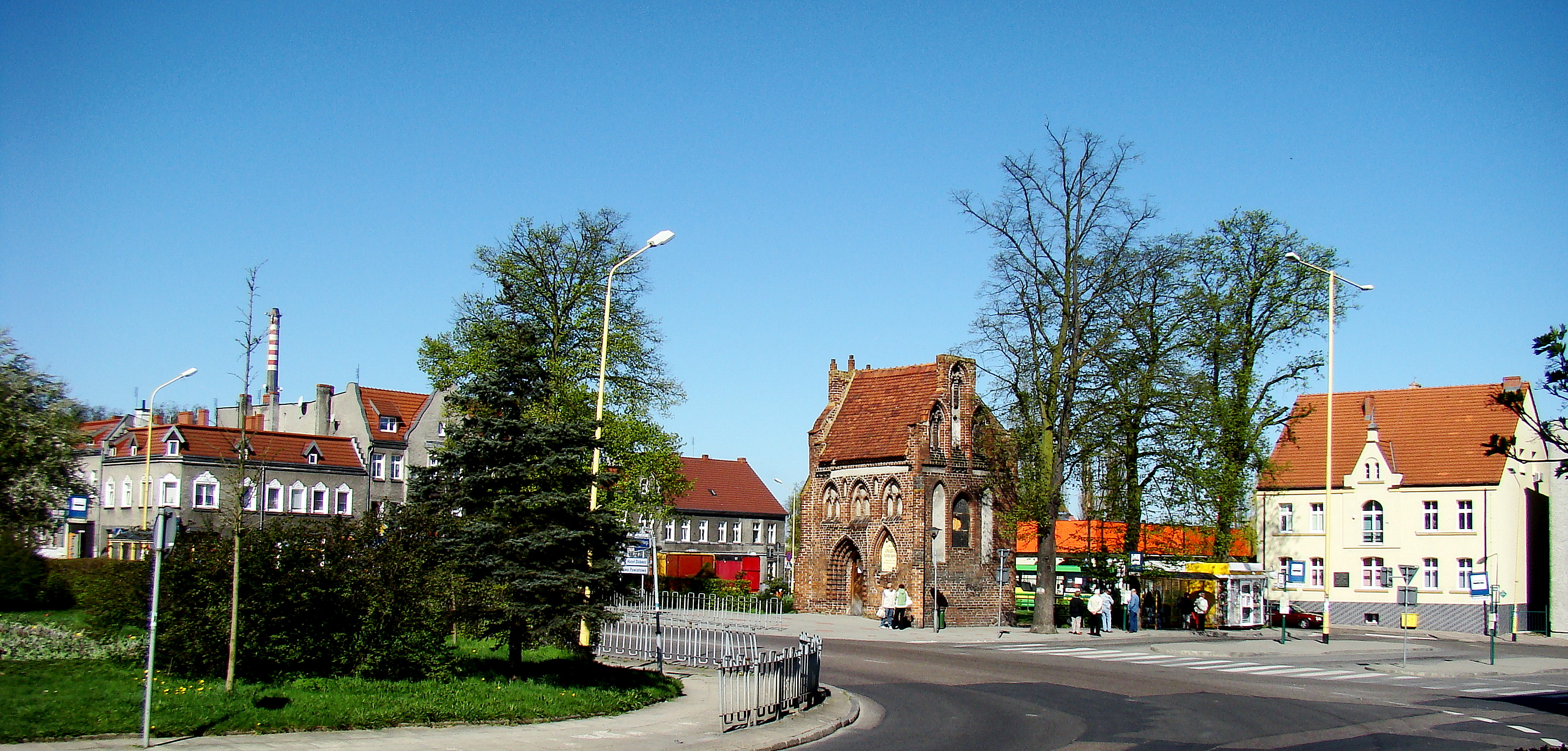
Place du marché à Police (Pologne)

Une place du marché ou place de marché[réf. nécessaire] est une place utilisée régulièrement pour un marché. Plusieurs auteurs affirment que la place de marché était le lieu de commerce centrale des villes européennes au Moyen Âge, mais également le lieu central de rassemblement de la population des villes.